# 圣母玛利亚升天教堂 (斯皮什新村)

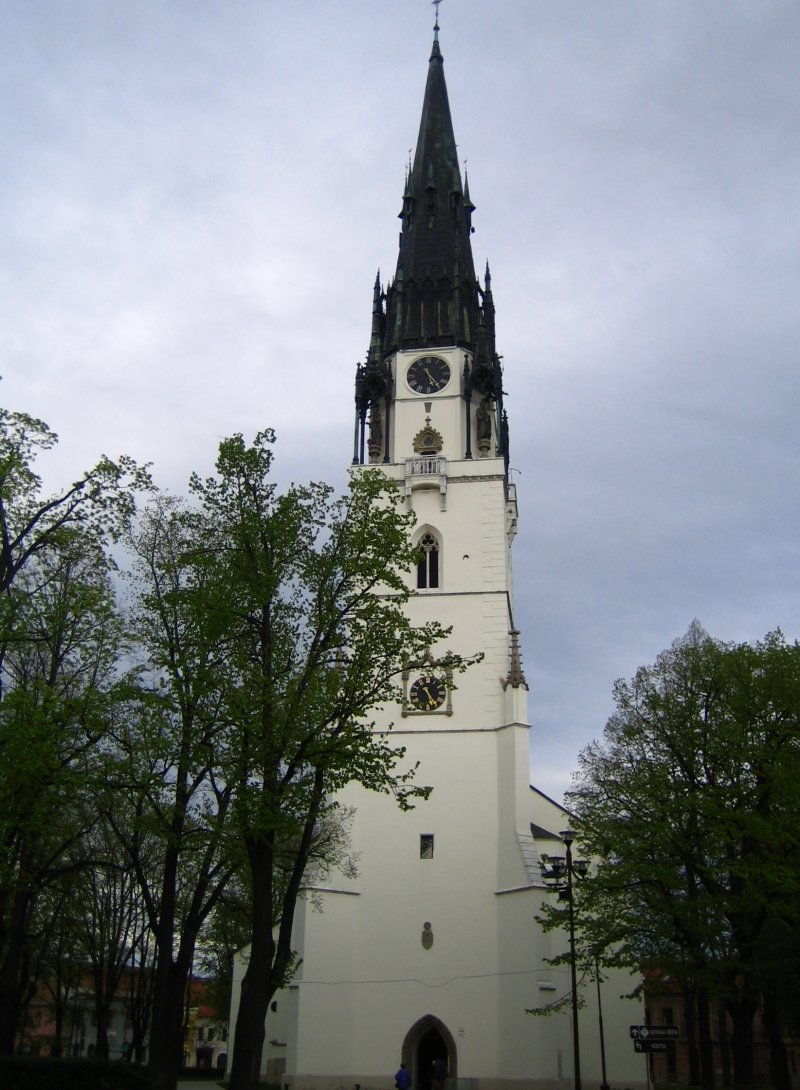
圣母玛利亚升天教堂

圣母玛利亚升天教堂是位於斯洛伐克斯皮什新村的一座罗马天主教哥特式教堂 ，高度為87米，是斯洛伐克境內最高的教堂。該教堂的歷史可以追溯到14世纪下半叶。教堂經歷多次重修。現有建築於1894年建成。1963年10月15日，該建築被列入斯洛伐克社会主义共和国文化紀念建築名錄中。